# 小行星8651
小行星8651（8651 Alineraynal）是一颗绕太阳运转的小行星，为火星轨道穿越小行星。该小行星于1989年12月29日发现。

## 轨道参数
小行星8651的轨道半长轴为2.2940271 UA，离心率为0.278。